# Howard Staunton
Howard Staunton (* April 1810 in London; † 22. Juni 1874 ebenda) war ein britischer Schachspieler, Schachjournalist und Shakespeare-Forscher. Er galt zwischen 1843 und 1851 als stärkster Schachspieler der Welt.

## Leben

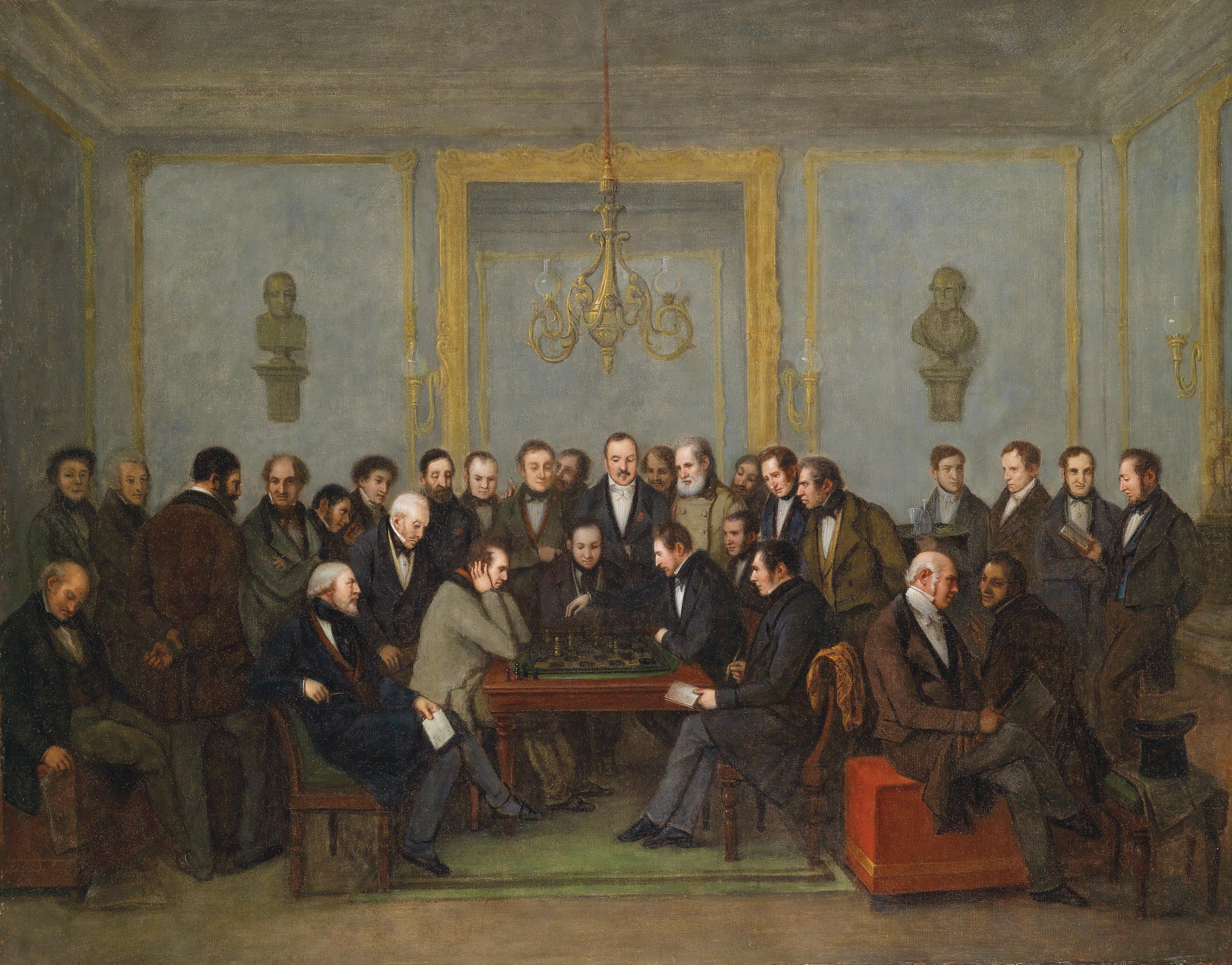
Jean Henri Marlet: Das berühmte Schachspiel zwischen Howard Staunton und Pierre Saint Amant am 16. Dezember 1843

Geboren als unehelicher Sohn des Grafen von Carlisle, wuchs Staunton in ärmlichen Verhältnissen auf und erlernte das Schachspiel erst mit 20 Jahren, relativ spät für einen großen Schachmeister. Erst ab 1830 tauchte er in den Londoner Schachclubs auf. Zuvor war er als Schauspieler aktiv und trat u. a. mit dem großen Schauspieler Edmund Kean in William Shakespeares Der Kaufmann von Venedig auf, in dem er sich in der Rolle als Lorenzo durchaus neben Keans Shylock behaupten konnte. Daneben beschäftigte sich Staunton jahrelang mit den Werken Shakespeares und wirkte auch als Herausgeber einer von November 1857 bis Mai 1860 in monatlichen Lieferungen erschienenen und von John Gilbert illustrierten Werkausgabe. Außerdem verfasste er 1865 ein Werk über das englische Bildungswesen mit dem Titel The great schools of England.
Staunton beschäftigte sich eingehend mit der Eröffnungstheorie, was seine beachtlichen Erfolge auf dem Schachbrett beschleunigte. Er wurde zu einem glänzenden Analytiker und ihm zu Ehren erhielt die Ponziani-Eröffnung, die er gründlich studiert hatte, die Bezeichnung Englische Eröffnung, wobei diese Bezeichnung später auf den Eröffnungszug 1. c2–c4 überging. Seinen Namen erhielt auch eine Variante der Holländischen Verteidigung, das Staunton-Gambit.
Staunton wurde schnell zu einem der besten Schachspieler Europas. Im Jahr 1843 forderte er im berühmten Pariser Schachcafé Café de la Régence den französischen Meister Pierre Saint Amant zu einem Wettkampf heraus. Von 21 Partien gewann er elf, verlor sechs und spielte vier Mal unentschieden. Danach galt er als stärkster Spieler der Welt.
Ab 1841 gab Staunton die Schachzeitung „The Chess Player’s Chronicle“ heraus und leitete sie bis 1852. Sie war nach der französischen Zeitschrift „Le Palamède“ die zweite Schachzeitung überhaupt. Oft präsentierte er hier eigene Partien, wobei Gewinnpartien überrepräsentiert sein sollen. Aber auch eines der bekanntesten Schachprobleme veröffentlichte er dort, das Indische Problem. Ab 1845 bis zu seinem Tod verfasste Staunton auch die Schachrubrik in der „Illustrated London News“. Hier berichtete er über das sich entwickelnde Schachleben in aller Welt und publizierte Schachprobleme und Partien. Diese Schachrubrik gilt heute als wertvolle Informationsquelle. Außerdem veröffentlichte er mehrere Schachbücher, darunter 1847 sein einflussreiches Lehrbuch, The Chess-Player’s Handbook. Die von ihm empfohlene Form von Schachfiguren (Staunton-Figuren) wird heute bei fast allen offiziellen Turnieren verwendet.
Im Februar 1849 heiratete er die verwitwete Frances Carpenter, die einige Jahre älter als er war. Im Alter von 64 Jahren erlag Staunton in der Bibliothek seines Hauses einem Herzinfarkt. Er wurde auf dem Kensal Green Cemetery beerdigt.

## Verdienste

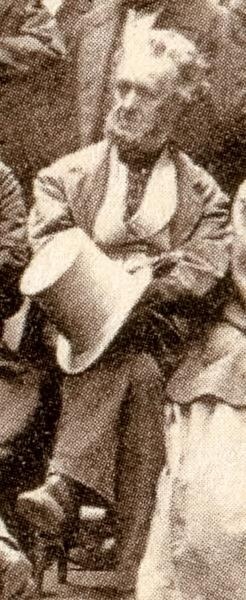
Howard Staunton im Jahr 1866 (Ausschnitt einer Fotografie)

Große Verdienste erwarb sich Staunton auch dadurch, dass aufgrund seiner Bemühungen 1851 in London zeitgleich zur Weltausstellung das erste große internationale Schachturnier zustande kam. Er forderte Schachfreunde in England und den Kolonien zu Spenden auf und lieferte damit die finanzielle Basis für das Turnier. Dem Organisationskomitee gehörten führende Persönlichkeiten der Londoner Gesellschaft an. Der wohlhabende Schachklub St. George richtete Einladungen an die führenden Schachmeister Europas. Das Turnier hatte schließlich sechzehn Teilnehmer, darunter auch Adolf Anderssen und Lionel Kieseritzky. Staunton, zuvor als Favorit gehandelt, verlor gegen Anderssen, der unerwartet das Turnier gewann. Staunton wurde lediglich Vierter. Bedenkzeiten von 12 bis 16 Stunden pro Partie waren in diesem Turnier üblich, da noch ohne Schachuhr und ohne Zeitbeschränkung gespielt wurde.
Den Misserfolg konnte Staunton nicht verkraften. In seiner Zeitschrift setzte er seine Gegner herab und führte eine angebliche Krankheit als Entschuldigung an. Im Jahr 1853 verlor Staunton einen inoffiziellen Wettkampf gegen von der Lasa und zog sich danach aus der internationalen Schachszene zurück. Als der neue aufgehende Stern am Schachhimmel, Paul Morphy aus den USA, ihn 1858 zu einem Wettkampf aufforderte, wich er einem Zweikampf aus. Seine beste historische Elo-Zahl betrug 2706. Diese erreichte er im November 1846. Er lag mehr als sechs Jahre auf Platz eins der Weltrangliste.

## Werke
- Digitalansicht der Jahrgänge von The Chess Player's Chronicle
- The Chess-player's Handbook: A Popular and Scientific Introduction to the Game of Chess. London 1847 (mehrere Auflagen).
- The Chess Player's Companion. London 1849
- The Chess Tournament. London 1852
- Chess Praxis: A Supplement to the Chess Player's Handbook. London 1860